# Real Maestranza de Artillería de Sevilla
La Real Maestranza de Artillería de Sevilla, en España, es un edificio que tenía su sede en una parte de las Reales Atarazanas creadas por Alfonso X. La Real Academia Española define una maestranza, en su segunda acepción, como "conjunto de los talleres y oficinas donde se construyen y recomponen los montajes para las piezas de artillería, así como los carros y útiles necesarios para su servicio."
El 13 de marzo de 1969 el Estado declara Monumento Histórico Artístico a las Atarazanas, que componían la Maestranza, y el 18 de junio de 1985 se declaró la Maestranza de Artillería Bien de Interés Cultural en la categoría de Monumento.

## Historia
Cuando el rey Alfonso X crea las Atarazanas para construir galeras para campañas en el estrecho de Gibraltar, en el siglo XIII, era preciso que estas fuesen debidamente artilladas. Por ello se destinaron un par de naves a conservar cañones, pólvora y otros pertrechos militares. A partir del siglo XVI, con el comercio ultramarino, estas naves cercanas al mar se destinaron en buena medida al almacenamiento de productos. En 1502, en los preparativos de Colón para su cuarto viaje a las Indias, este solicitó municiones del arsenal que tenían las Atarazanas. Desde 1513 se dispuso que la Casa de Contratación de Indias (con sede en Sevilla desde 1503) dispusiese de polvorista, escuela y servicio de artillería naval y terrestre y se ubicó una sala de armas en el Alcázar. La ciudad también contaba con una importante Fábrica de Artillería en el barrio de San Bernardo.
En 1552 una Real Cédula ordenaba que en las Atarazanas se conservaran siempre gran cantidad de armas: "1500 arcabuzes, 500 coseletes, 10500 morriones, 200 quintales de pólvora, 500 picas de campo, 100 medias picas, 300 docenas de gorguces y 200 alabardas y partesanas". Durante la ocupación de Portugal por el duque de Alba (1580-1583) se utilizaron armas provenientes de las Atarazanas sevillanas, cercanas al país luso. A raíz de este hecho, Felipe II autorizó en 1587 que se instalasen talleres y fundiciones en sus naves para que fabricasen armas de forma permanente.
El siglo XVIII haría más importantes las piezas de artillería en las guerras, tanto las tiradas por caballos como las que pudieran llevar las personas. El traslado de la Casa de Contratación de Indias a Cádiz en 1717 dispuso más espacio en las Atarazanas para que se ampliasen las instalaciones para construir y recomponer útiles de artillería. En 1718 la Corona gastó 60.000 reales en ampliar la zona destinada a esta labor maestrante. En 1719 se instala, por Real Orden, la Maestranza de Artillería en 5 de la naves de las Atarazanas. El asistente de la ciudad, Lorenzo González de Villavicencio, encargó a Alberto Mierison el acondicionamiento de esas naves. En 1753 Juan Lorenzo Catalán y Francisco Jiménez Bonilla realizan algunos almacenes y bóvedas en el edificio.
En 1758 Juan Manuel de Porres firma un plano donde se puede apreciar donde se encontraban la carbonera, las fraguas, las oficinas, etc. En 1785 el monarca Carlos III aprueba la realización de unas reformas. De este último proyecto se conserva el cierre de las Atarazanas por la calle 2 de Mayo, el pabellón delantero y una alta chimenea. En 1786 se termina el pabellón delantero, orientado hacia el oeste, fue realizado por Francisco Jiménez Bonilla. Al fondo de la nave central había una capilla donde se colocó en el siglo XVIII una pintura de Santa Bárbara, patrona de los artilleros, realizada por Alonso Miguel Tovar. Esta sería sustituida en el siglo XIX por una copia de una Inmaculada de Murillo. Otra pieza destacable fue una gran balanza de hierro del siglo XVIII realizada por herrero Sebastián Conde. La fachada actual es de 1786. En 1873 saldrán de estos almacenes muchas de las armas que fueron empleadas en el Cantón de Sevilla y el Cantón de Málaga.
En 1807 se creará en la Maestranza la primera escuela de aprendices en la que se formaron maestros de taller y obreros de la misma. La fachada fue pintada en el año 1920. La Maestranza de Artillería estuvo funcionando hasta 1970. Ese año deja su función fabril para pasar a ser Centro de Reclutamiento, Archivos y Oficinas. En 1993 la Junta de Andalucía lo compra al Ministerio de Defensa, lo desaloja y realiza en él investigaciones arqueológicas sobre el edificio. Así mismo, se eliminaron la tabiquería, los falsos techos y los cerramientos nuevos para dejar al descubierto las antiguas naves, destinándolas luego a visitas culturales.
El Museo Histórico Militar de Sevilla, situado en la Plaza de España de la misma ciudad, se nutre en buena medida de fondos de la antigua Maestranza de Artillería.